# 鐵行銀行
鐵行銀行於1920年由鐵行輪船公司的Inchcape伯爵創立，同年英國萊斯銀行及國民西敏銀行入股，組成鐵行銀行有限公司（英語：P&O Banking Corporation），在錫蘭科倫坡開業，同年收購1865年創辦的Allahabad 銀行，但仍各自經營。後在新加坡、香港、上海及廣東設立分行。1927年被印度新金山中國渣打銀行收購，但鐵行銀行及Allahabad Bank仍獨立經營，直至1937年，鐵行銀行併入渣打銀行。而旗下的Allahabad Bank仍獨立運作至1965年，被印度政府收歸國有為止。